# Campus de Burjasot-Paterna

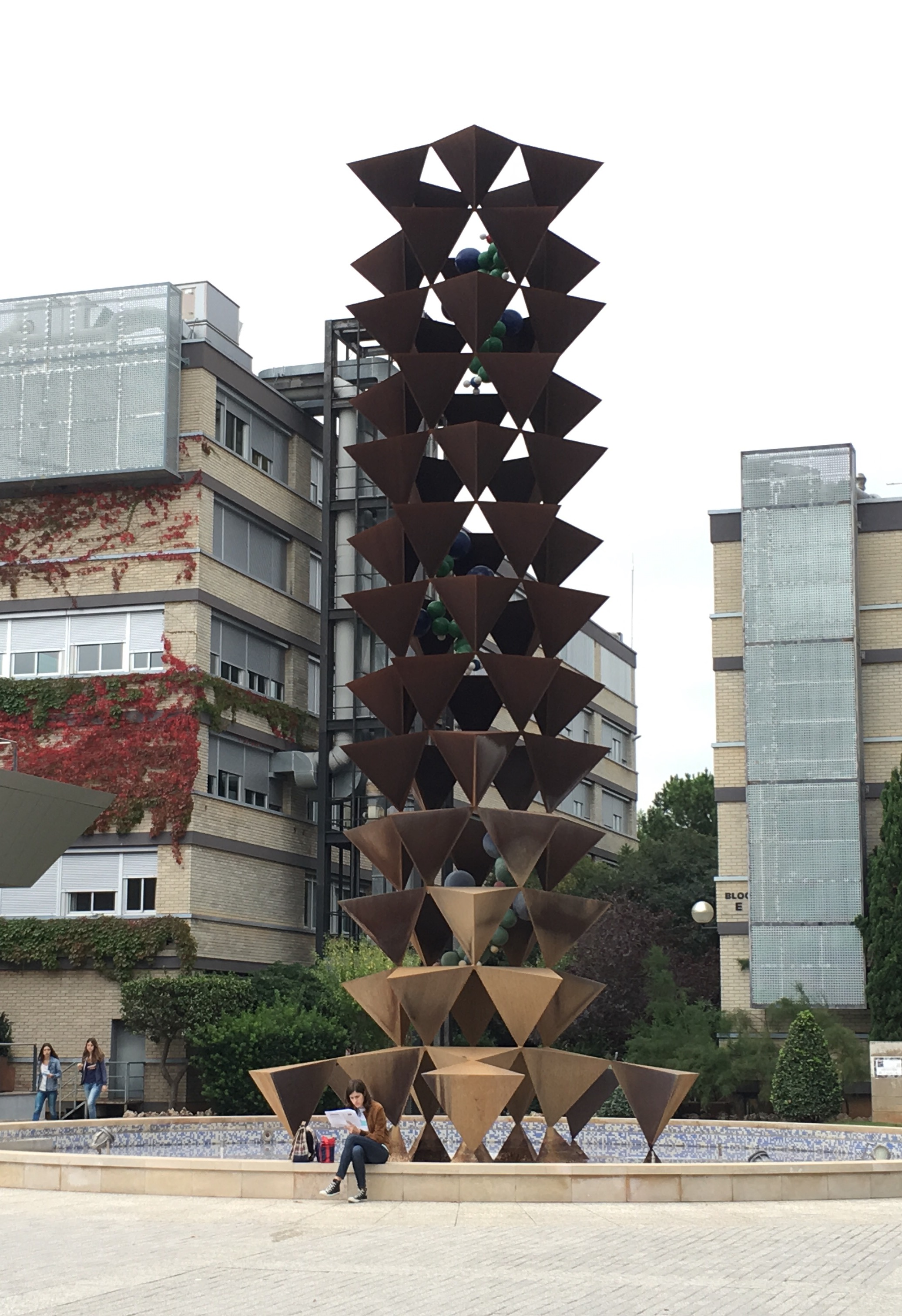
Escultura del Campus de Burjasot

El Campus de Burjasot-Paterna es uno de los cuatro campus de la Universidad de Valencia, junto con los de Blasco Ibáñez, Tarongers y Onteniente.

## Historia
El Campus de Burjasot - Paterna nace fruto de la expansión de titulaciones de la Universidad de Valencia. El aumento de alumnado en la facultad de ciencias y el reconocimiento de las diferentes secciones de la misma, dio lugar en 1977 a su división y especialización en cuatro nuevas facultades:
- Facultad de Ciencias Químicas
- Facultad de Ciencias Físicas
- Facultad de Ciencias Matemáticas
- Facultad de Ciencias Biológicas

De esta forma se abandonó su antigua sede situada en la Avenida de Blasco Ibáñez n.º 13 (antiguo Passeig València al Mar), edificio que pasó a ser de la Facultad de Farmacia a pesar de estar inicialmente destinado a comedores universitarios. Estas cuatro facultades empezaron a formar el Campus de Burjasot en esta misma localidad.
En 1991 se fundó en Paterna el IRTIC (Instituto de Robótica y Tecnologías de la Información y las Comunicaciones) por profesores adscritos a varios departamentos de la Universidad de Valencia, compartiendo el campus así entre dos localidades colindantes, y dando oficialidad al nombre del Campus de Burjasot-Paterna.
El 30 de septiembre de 1992, la Facultad de Farmacia estrenó curso en el Campus con un edificio que un año más tarde recibió el premio nacional de arquitectura, dejando así su antiguas instalaciones para la sede del rectorado de la UV.
Siguiendo la necesidad de aumento de instalaciones, las ingenierías que se impartían en las facultades de Física y Química, empezaron en 2003 un proyecto de escuela propia que recibió forma y nombre en 2011 con la actual Escuela Técnica Superior de Ingeniería (Universidad de Valencia) de la UV en la Avenida de la Universidad, cerca de las ya antiguas instalaciones de la RTVV.

## Instalaciones
Son varias las instalaciones que componen el Campus:
- Facultades y escuelas
  - Facultad de Ciencias Biológicas
  - Facultad de Química
  - Facultad de Física
  - Facultad de Farmacia
  - Facultad de Matemáticas
  - Escuela Técnica Superior de Ingeniería

- Biblioteca Eduard Boscà.

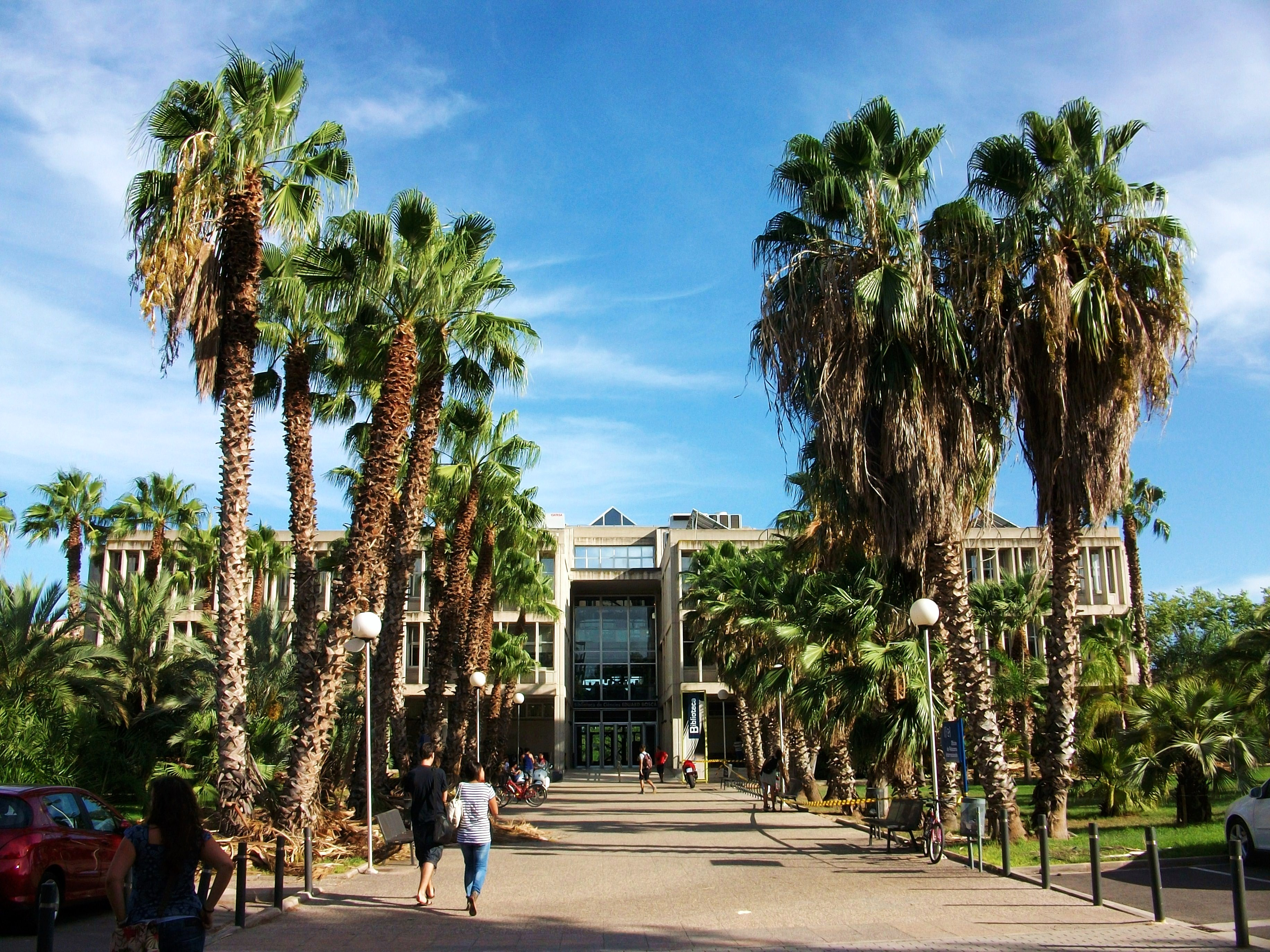
Biblioteca Eduard Boscà, situada en el Campus de Burjasot - Paterna

- Biblioteca de la facultad de Farmacia.
- Aulario Interfacultativo AI-AF
- Museo de Historia Natural
- Servicio de Informática [SIUV]
- Edificio de Investigación Jerónimo Muñoz[1]
- Servicio Central Soporte Investigación Experimental [SCSIE]
- Instituto de Robótica y Tecnologías de la Información y las Comunicaciones [IRTIC]
- Observatorio Astronómico
- Gabinete Médico/SPRL
- Unidad web y Márketing
- Servicio de Información y Dinamización [SEDI]
- Oficina de Erasmus
- Centro de autoaprendizaje de lenguas [CAL]
- Cafeterías/ Restaurantes
- Kiosco
- Tienda
- Instalaciones deportivas:
  - Gimnasio

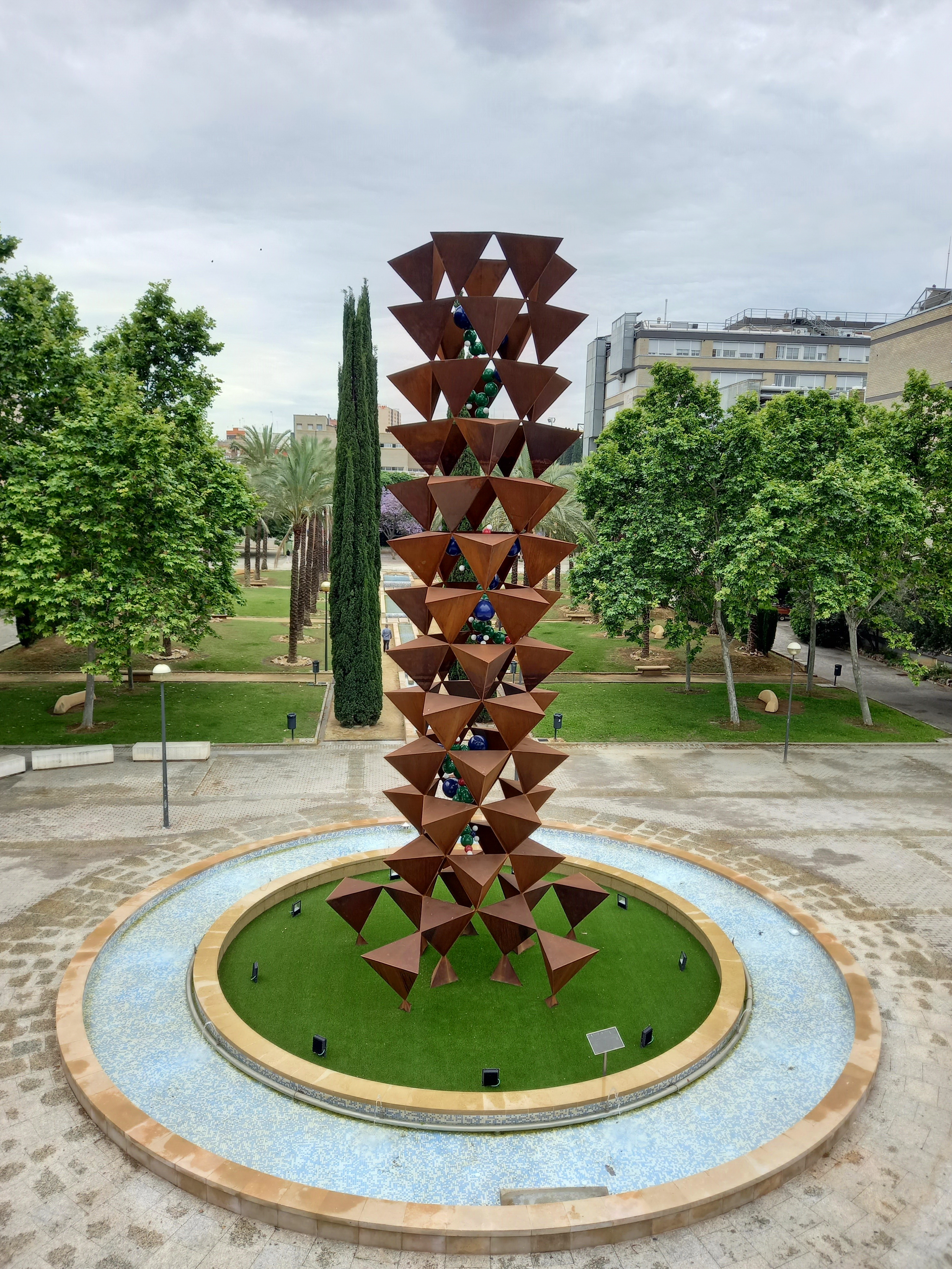
Escultura Fem Quimic
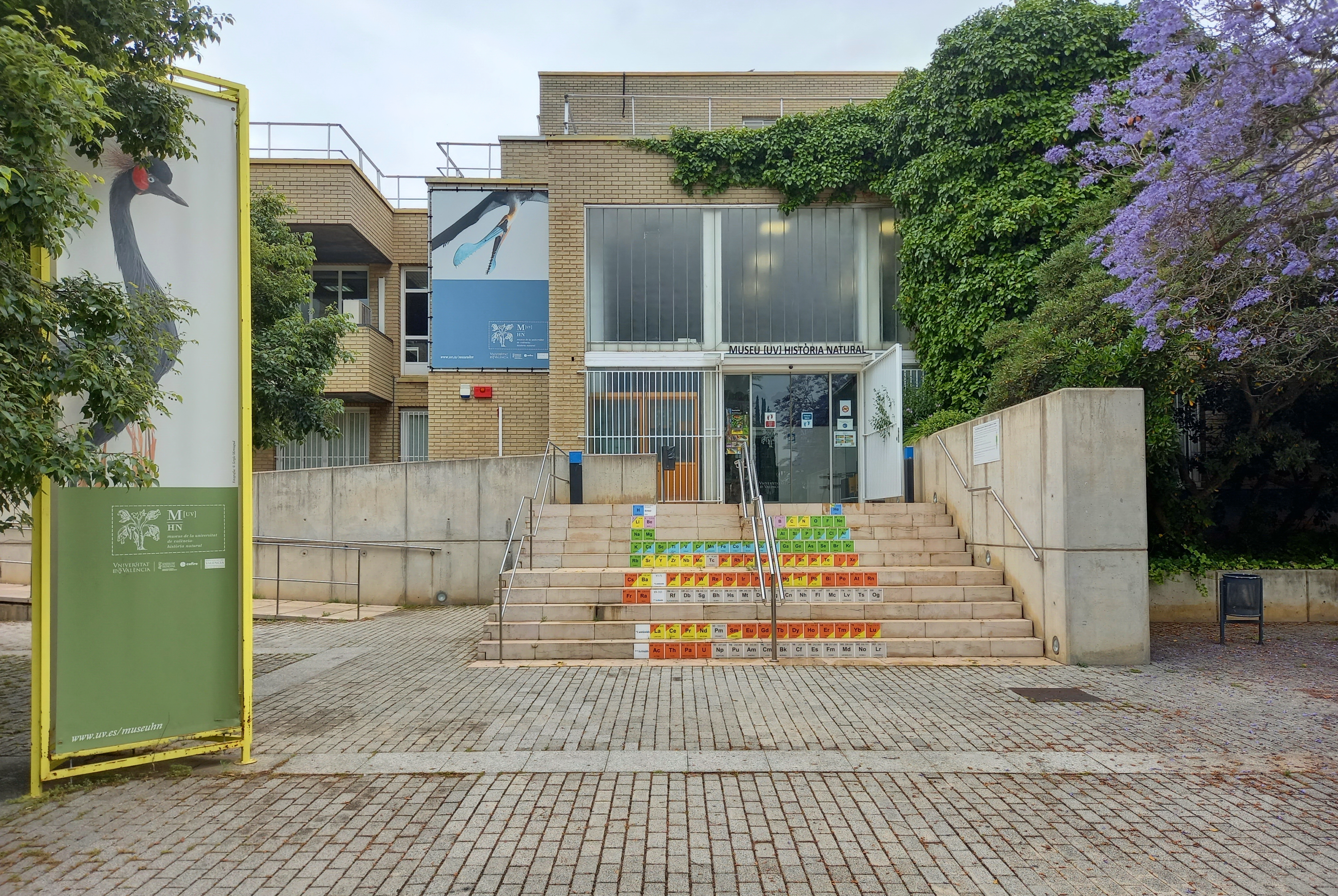
Museo de Historia Natural
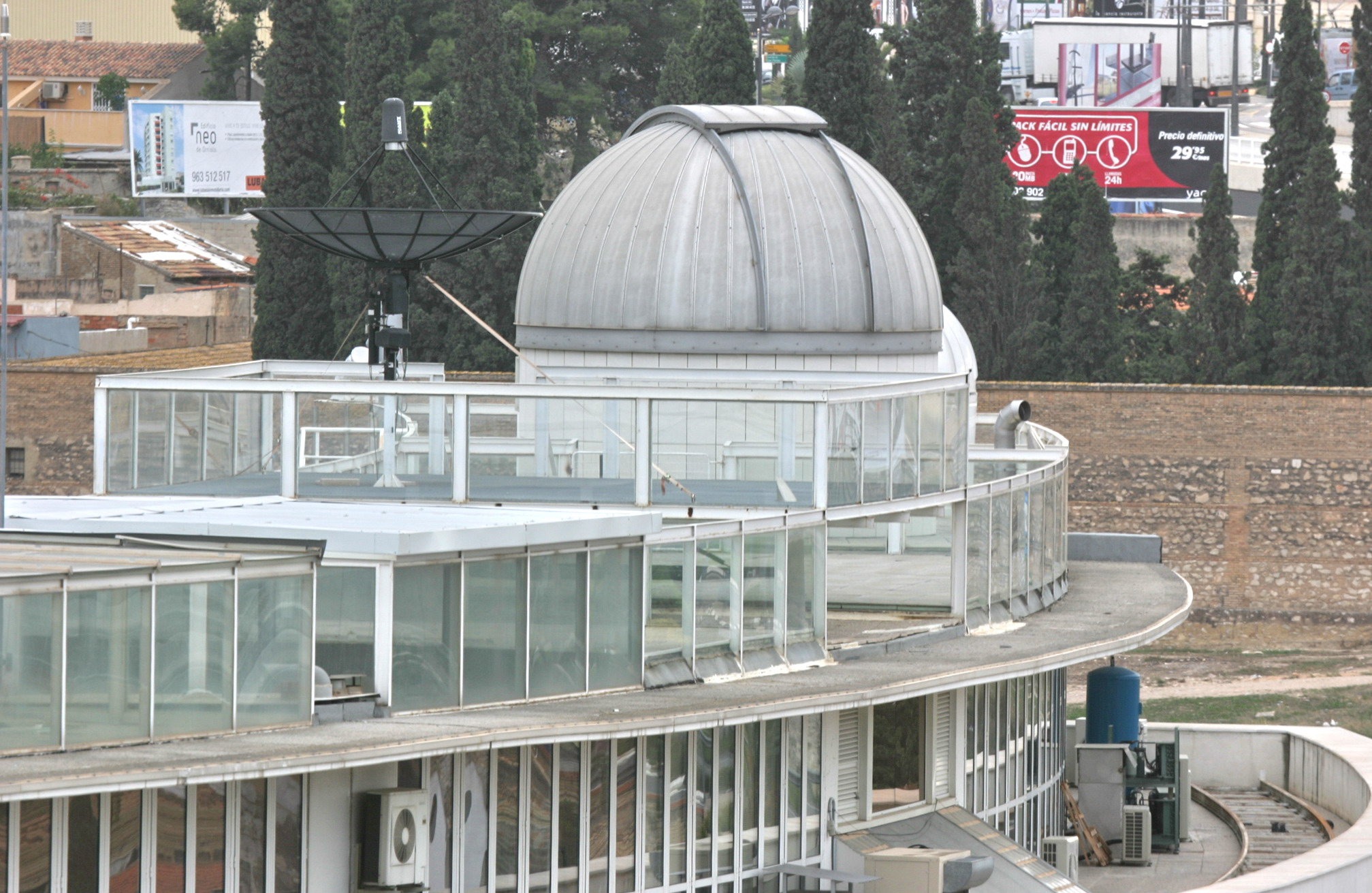
Observatorio Astronómico - Telescopio y radio telescopio
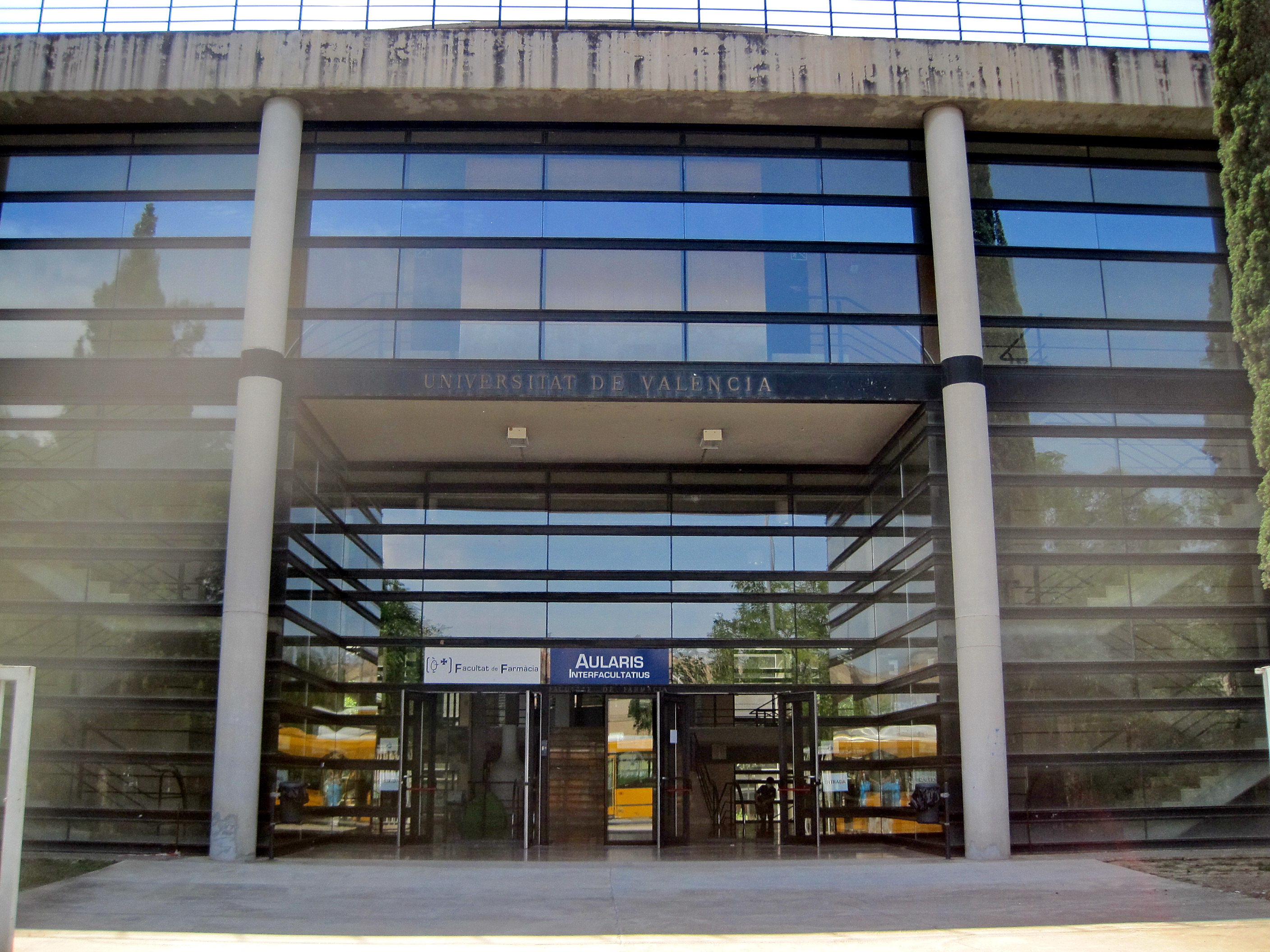
Aulario Interfacultativo AI-AF
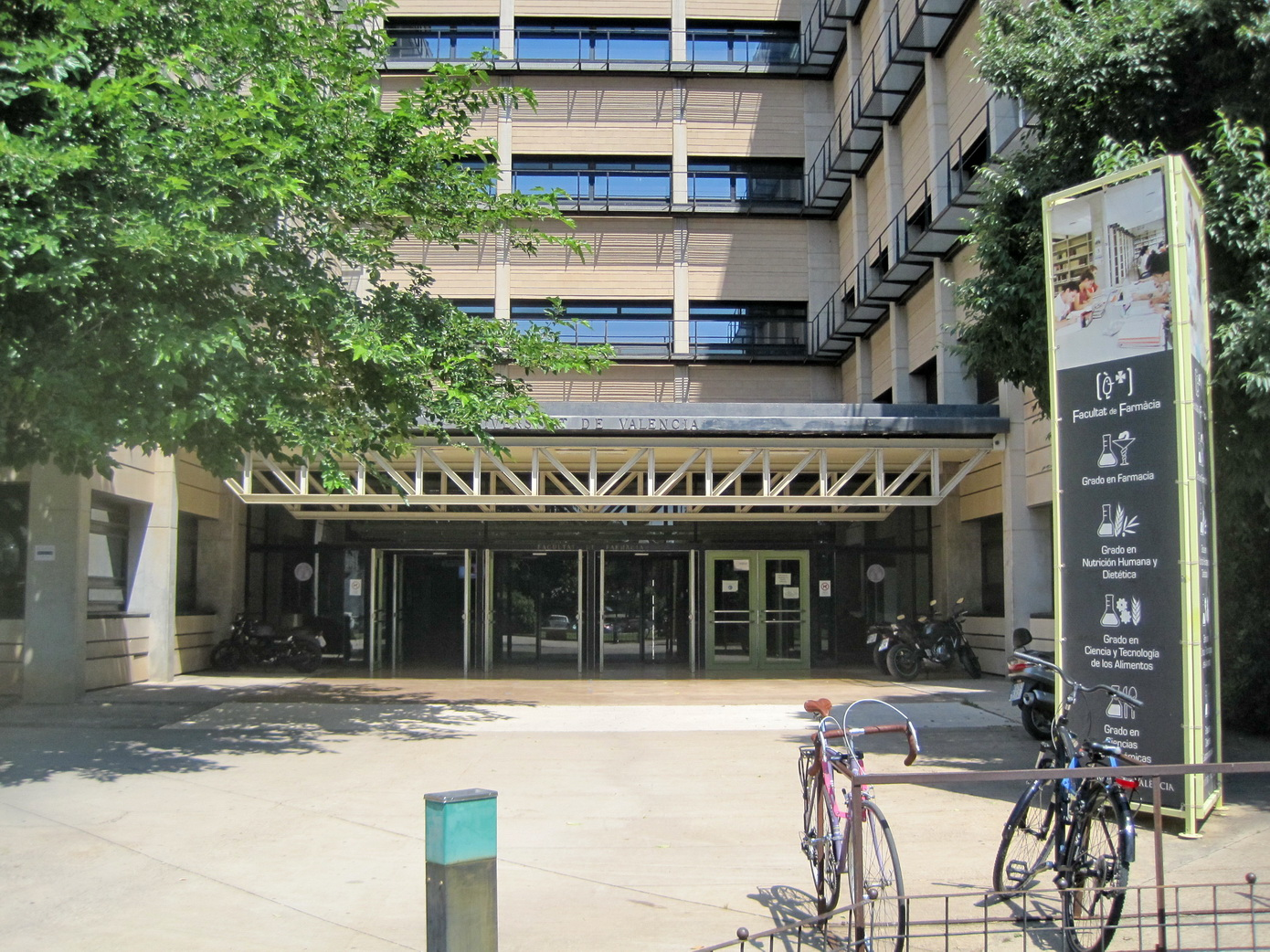
Facultat de Farmacia
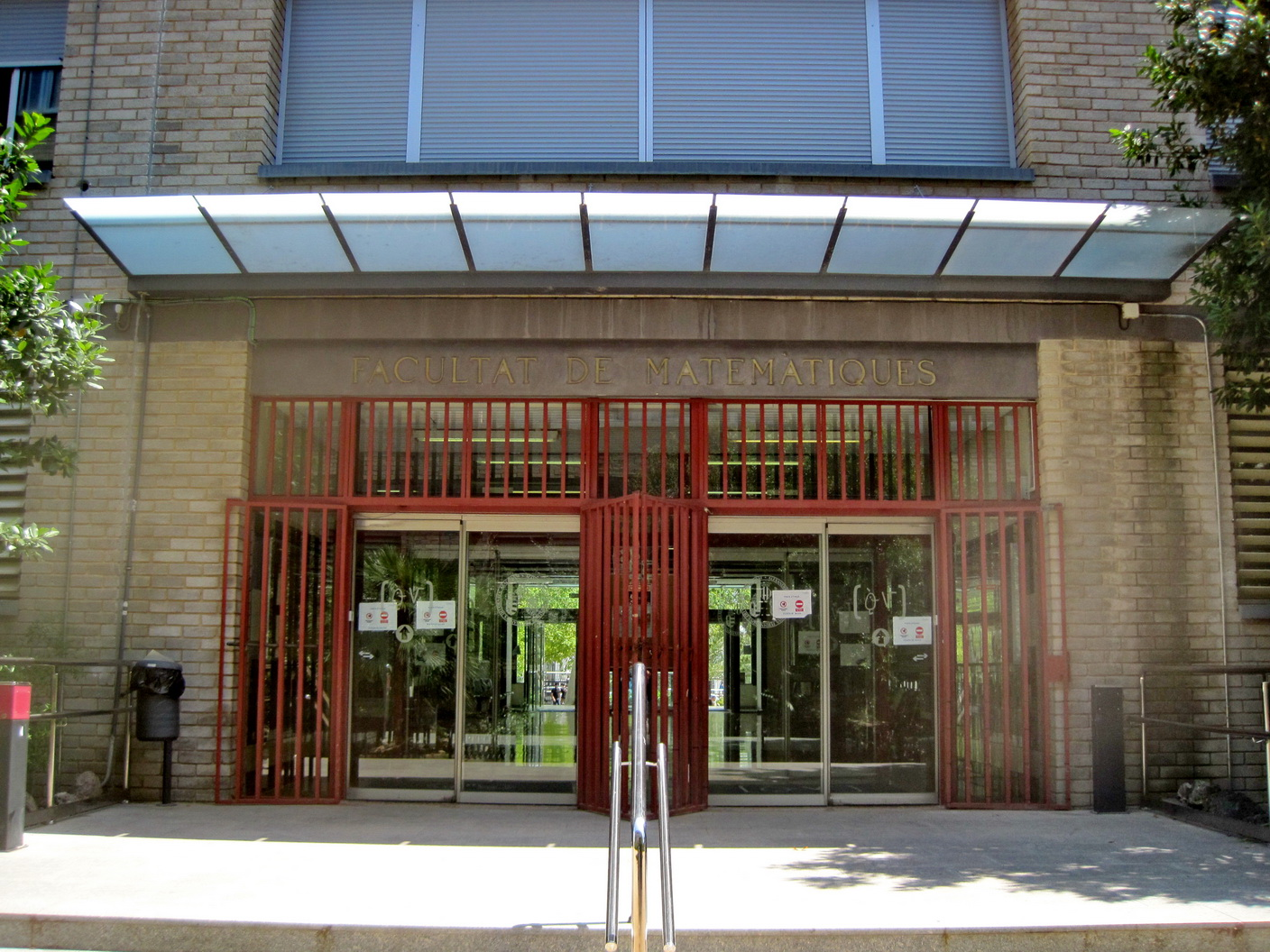
Facultat de Matemáticas
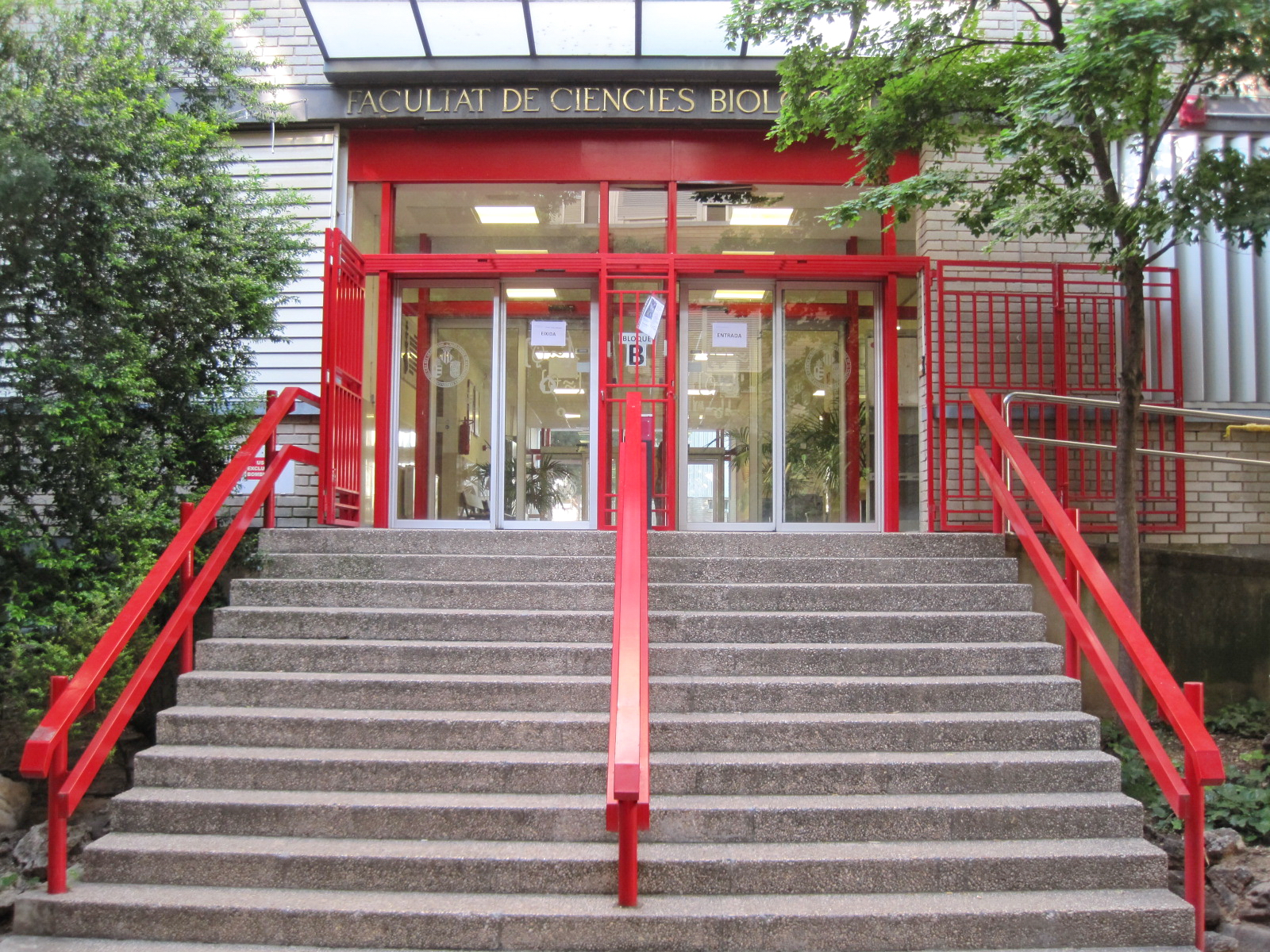
Facultat de Biológicas bloc B 2022
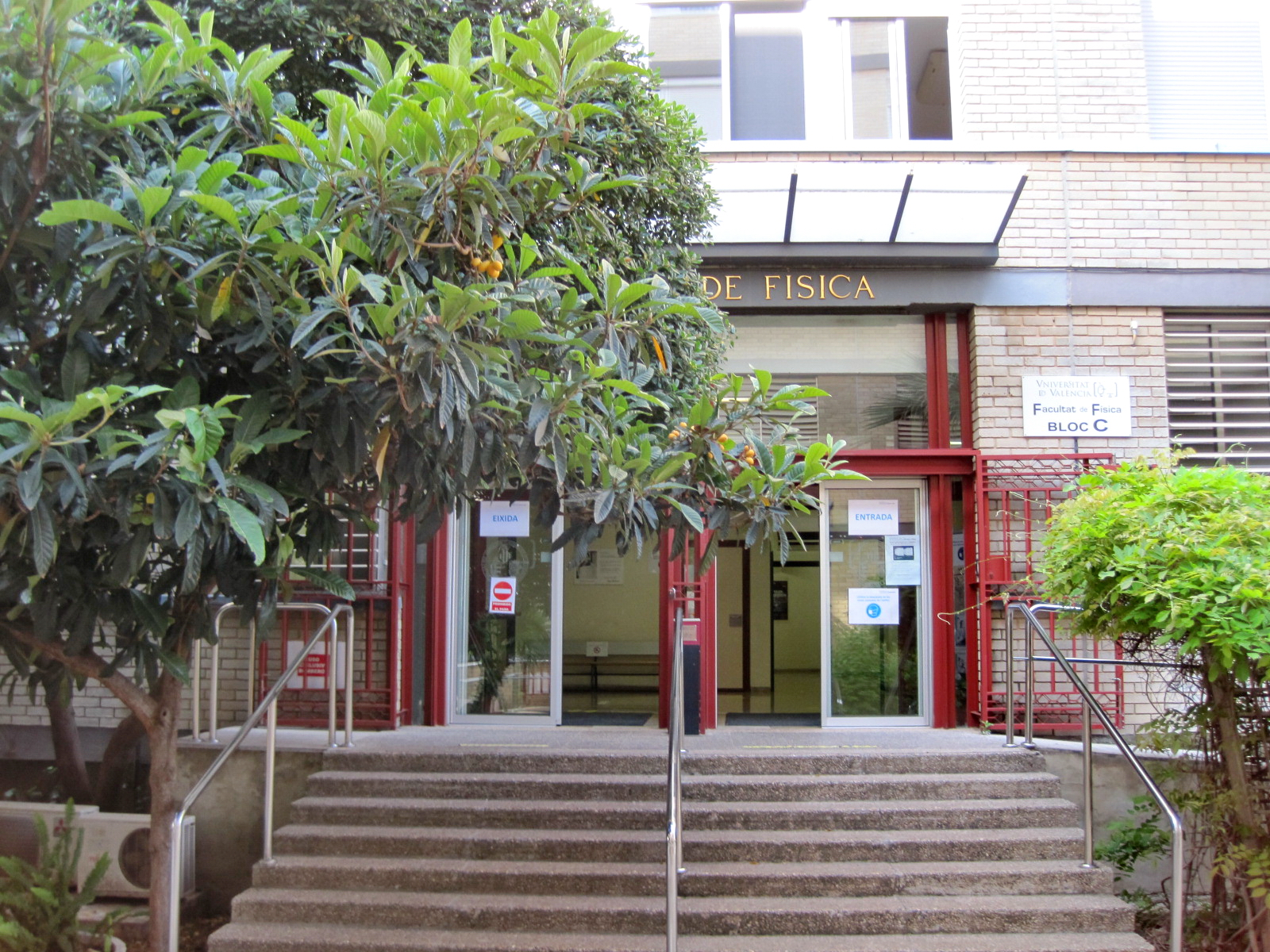
Facultat de Física bloc C 2022
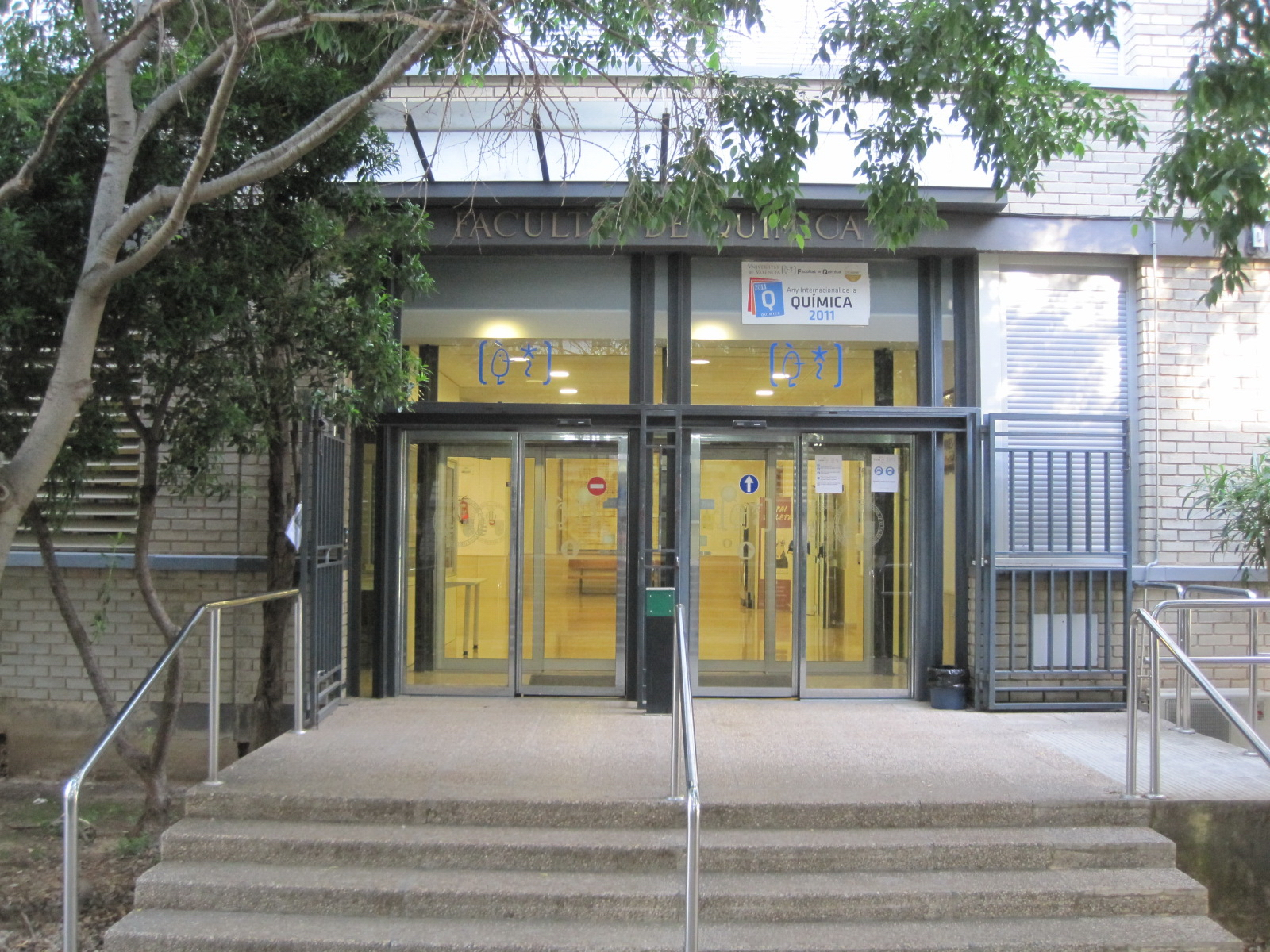
Facultat de Química bloc F 2022
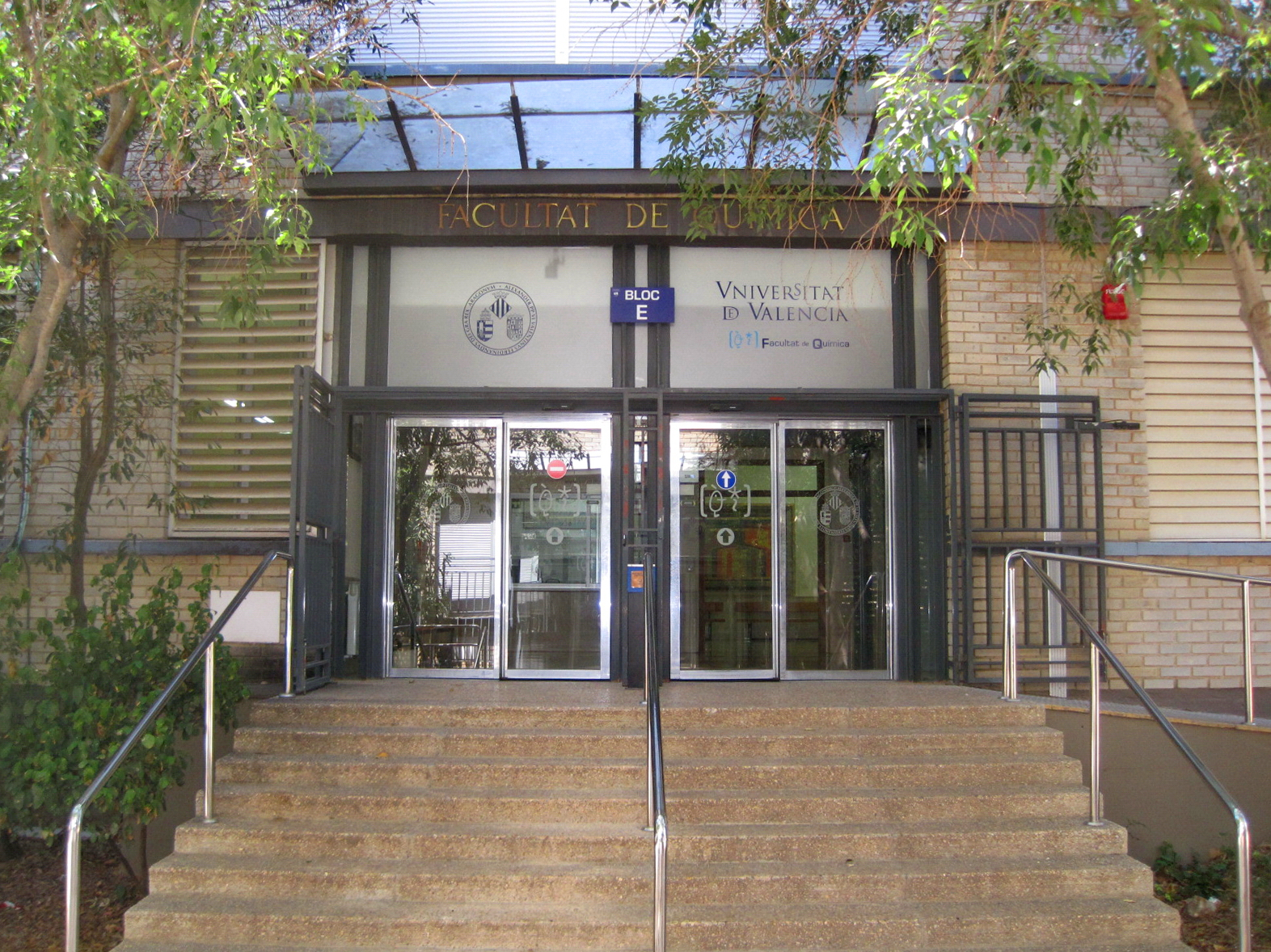
Facultat de Química bloc E 2024

- Parque Científico de la Universitat de Valencia (PCUV)
  - Empresas
  - Institutos de investigación y centros singulares
  - Servicios
  - Expociencia